# 基爾馬納區
12°57′34″S 76°23′17″W / 12.95944°S 76.38806°W
基爾馬納區（西班牙語：Distrito de Quilmaná），是秘魯的一個區，位於該國中南部利馬大區的卡涅特省，始建於1944年9月15日，面積437.4平方公里，海拔高度151米，2005年人口13,256，人口密度每平方公里30人。